# Матч за звание чемпиона мира по шахматам 1954
Матч на первенство мира по шахматам между 42-летним чемпионом мира Михаилом Ботвинником и победителем турнира претендентов 32-летним Василием Смысловым проходил с 16 марта по 13 мая 1954 года в Москве.
Регламент матча: 24 партии на большинство, при счёте 12:12 чемпион сохраняет звание.
Матч завершился вничью (+7−7=10), и Ботвинник остался чемпионом мира.
Ботвинник уверенно захватил лидерство в матче, выиграв 3 из 4 первых партий, и один раз сыграв вничью. Однако после 11-й партии лидировал уже Смыслов, он выиграл 7-ю, 9-ю, 10-ю и 11-ю партии. В середине матча Ботвинник вновь нашёл свою игру, начиная с 12-й партии он выиграл 4 раза из 5, проиграв лишь 14-ю партию. Таким образом, с 9-й по 16-ю партии не было ни одной ничьей, каждый из соперников выиграл на этом отрезке по 4 раза. Из оставшихся 8 партий Смыслов выиграл две (20-ю и 23-ю), ещё 6 завершились вничью. Этого хватило Ботвиннику, что завершить матч вничью и сохранить титул.

## Таблица матча
| № | Участники        | 1 | 2 | 3 | 4 | 5 | 6 | 7 | 8 | 9 | 10 | 11 | 12 | 13 | 14 | 15 | 16 | 17 | 18 | 19 | 20 | 21 | 22 | 23 | 24 | Очки |
| - | ---------------- | - | - | - | - | - | - | - | - | - | -- | -- | -- | -- | -- | -- | -- | -- | -- | -- | -- | -- | -- | -- | -- | ---- |
| 1 | Михаил Ботвинник | 1 | 1 | ½ | 1 | ½ | ½ | 0 | ½ | 0 | 0  | 0  | 1  | 1  | 0  | 1  | 1  | ½  | ½  | ½  | 0  | ½  | ½  | 0  | ½  | 12   |
| 2 | Василий Смыслов  | 0 | 0 | ½ | 0 | ½ | ½ | 1 | ½ | 1 | 1  | 1  | 0  | 0  | 1  | 0  | 0  | ½  | ½  | ½  | 1  | ½  | ½  | 1  | ½  | 12   |

## Примечательные партии

### Ботвинник — Смыслов
|   | a | b | c | d | e | f | g | h |   |
| - | --- | --- | --- | --- | --- | --- | --- | --- | - |
| 8 | g8 чёрный король · a7 чёрная пешка · b7 чёрная пешка · d7 чёрная ладья · g7 чёрная пешка · c6 чёрный ферзь · f6 белая пешка · d5 чёрная пешка · f5 белая пешка · g5 белый ферзь · a4 белая пешка · e4 чёрный конь · a2 белый слон · b2 белая пешка · h2 белая пешка · g1 белая ладья · h1 белый король | g8 чёрный король · a7 чёрная пешка · b7 чёрная пешка · d7 чёрная ладья · g7 чёрная пешка · c6 чёрный ферзь · f6 белая пешка · d5 чёрная пешка · f5 белая пешка · g5 белый ферзь · a4 белая пешка · e4 чёрный конь · a2 белый слон · b2 белая пешка · h2 белая пешка · g1 белая ладья · h1 белый король | g8 чёрный король · a7 чёрная пешка · b7 чёрная пешка · d7 чёрная ладья · g7 чёрная пешка · c6 чёрный ферзь · f6 белая пешка · d5 чёрная пешка · f5 белая пешка · g5 белый ферзь · a4 белая пешка · e4 чёрный конь · a2 белый слон · b2 белая пешка · h2 белая пешка · g1 белая ладья · h1 белый король | g8 чёрный король · a7 чёрная пешка · b7 чёрная пешка · d7 чёрная ладья · g7 чёрная пешка · c6 чёрный ферзь · f6 белая пешка · d5 чёрная пешка · f5 белая пешка · g5 белый ферзь · a4 белая пешка · e4 чёрный конь · a2 белый слон · b2 белая пешка · h2 белая пешка · g1 белая ладья · h1 белый король | g8 чёрный король · a7 чёрная пешка · b7 чёрная пешка · d7 чёрная ладья · g7 чёрная пешка · c6 чёрный ферзь · f6 белая пешка · d5 чёрная пешка · f5 белая пешка · g5 белый ферзь · a4 белая пешка · e4 чёрный конь · a2 белый слон · b2 белая пешка · h2 белая пешка · g1 белая ладья · h1 белый король | g8 чёрный король · a7 чёрная пешка · b7 чёрная пешка · d7 чёрная ладья · g7 чёрная пешка · c6 чёрный ферзь · f6 белая пешка · d5 чёрная пешка · f5 белая пешка · g5 белый ферзь · a4 белая пешка · e4 чёрный конь · a2 белый слон · b2 белая пешка · h2 белая пешка · g1 белая ладья · h1 белый король | g8 чёрный король · a7 чёрная пешка · b7 чёрная пешка · d7 чёрная ладья · g7 чёрная пешка · c6 чёрный ферзь · f6 белая пешка · d5 чёрная пешка · f5 белая пешка · g5 белый ферзь · a4 белая пешка · e4 чёрный конь · a2 белый слон · b2 белая пешка · h2 белая пешка · g1 белая ладья · h1 белый король | g8 чёрный король · a7 чёрная пешка · b7 чёрная пешка · d7 чёрная ладья · g7 чёрная пешка · c6 чёрный ферзь · f6 белая пешка · d5 чёрная пешка · f5 белая пешка · g5 белый ферзь · a4 белая пешка · e4 чёрный конь · a2 белый слон · b2 белая пешка · h2 белая пешка · g1 белая ладья · h1 белый король | 8 |
| 7 | g8 чёрный король · a7 чёрная пешка · b7 чёрная пешка · d7 чёрная ладья · g7 чёрная пешка · c6 чёрный ферзь · f6 белая пешка · d5 чёрная пешка · f5 белая пешка · g5 белый ферзь · a4 белая пешка · e4 чёрный конь · a2 белый слон · b2 белая пешка · h2 белая пешка · g1 белая ладья · h1 белый король | g8 чёрный король · a7 чёрная пешка · b7 чёрная пешка · d7 чёрная ладья · g7 чёрная пешка · c6 чёрный ферзь · f6 белая пешка · d5 чёрная пешка · f5 белая пешка · g5 белый ферзь · a4 белая пешка · e4 чёрный конь · a2 белый слон · b2 белая пешка · h2 белая пешка · g1 белая ладья · h1 белый король | g8 чёрный король · a7 чёрная пешка · b7 чёрная пешка · d7 чёрная ладья · g7 чёрная пешка · c6 чёрный ферзь · f6 белая пешка · d5 чёрная пешка · f5 белая пешка · g5 белый ферзь · a4 белая пешка · e4 чёрный конь · a2 белый слон · b2 белая пешка · h2 белая пешка · g1 белая ладья · h1 белый король | g8 чёрный король · a7 чёрная пешка · b7 чёрная пешка · d7 чёрная ладья · g7 чёрная пешка · c6 чёрный ферзь · f6 белая пешка · d5 чёрная пешка · f5 белая пешка · g5 белый ферзь · a4 белая пешка · e4 чёрный конь · a2 белый слон · b2 белая пешка · h2 белая пешка · g1 белая ладья · h1 белый король | g8 чёрный король · a7 чёрная пешка · b7 чёрная пешка · d7 чёрная ладья · g7 чёрная пешка · c6 чёрный ферзь · f6 белая пешка · d5 чёрная пешка · f5 белая пешка · g5 белый ферзь · a4 белая пешка · e4 чёрный конь · a2 белый слон · b2 белая пешка · h2 белая пешка · g1 белая ладья · h1 белый король | g8 чёрный король · a7 чёрная пешка · b7 чёрная пешка · d7 чёрная ладья · g7 чёрная пешка · c6 чёрный ферзь · f6 белая пешка · d5 чёрная пешка · f5 белая пешка · g5 белый ферзь · a4 белая пешка · e4 чёрный конь · a2 белый слон · b2 белая пешка · h2 белая пешка · g1 белая ладья · h1 белый король | g8 чёрный король · a7 чёрная пешка · b7 чёрная пешка · d7 чёрная ладья · g7 чёрная пешка · c6 чёрный ферзь · f6 белая пешка · d5 чёрная пешка · f5 белая пешка · g5 белый ферзь · a4 белая пешка · e4 чёрный конь · a2 белый слон · b2 белая пешка · h2 белая пешка · g1 белая ладья · h1 белый король | g8 чёрный король · a7 чёрная пешка · b7 чёрная пешка · d7 чёрная ладья · g7 чёрная пешка · c6 чёрный ферзь · f6 белая пешка · d5 чёрная пешка · f5 белая пешка · g5 белый ферзь · a4 белая пешка · e4 чёрный конь · a2 белый слон · b2 белая пешка · h2 белая пешка · g1 белая ладья · h1 белый король | 7 |
| 6 | g8 чёрный король · a7 чёрная пешка · b7 чёрная пешка · d7 чёрная ладья · g7 чёрная пешка · c6 чёрный ферзь · f6 белая пешка · d5 чёрная пешка · f5 белая пешка · g5 белый ферзь · a4 белая пешка · e4 чёрный конь · a2 белый слон · b2 белая пешка · h2 белая пешка · g1 белая ладья · h1 белый король | g8 чёрный король · a7 чёрная пешка · b7 чёрная пешка · d7 чёрная ладья · g7 чёрная пешка · c6 чёрный ферзь · f6 белая пешка · d5 чёрная пешка · f5 белая пешка · g5 белый ферзь · a4 белая пешка · e4 чёрный конь · a2 белый слон · b2 белая пешка · h2 белая пешка · g1 белая ладья · h1 белый король | g8 чёрный король · a7 чёрная пешка · b7 чёрная пешка · d7 чёрная ладья · g7 чёрная пешка · c6 чёрный ферзь · f6 белая пешка · d5 чёрная пешка · f5 белая пешка · g5 белый ферзь · a4 белая пешка · e4 чёрный конь · a2 белый слон · b2 белая пешка · h2 белая пешка · g1 белая ладья · h1 белый король | g8 чёрный король · a7 чёрная пешка · b7 чёрная пешка · d7 чёрная ладья · g7 чёрная пешка · c6 чёрный ферзь · f6 белая пешка · d5 чёрная пешка · f5 белая пешка · g5 белый ферзь · a4 белая пешка · e4 чёрный конь · a2 белый слон · b2 белая пешка · h2 белая пешка · g1 белая ладья · h1 белый король | g8 чёрный король · a7 чёрная пешка · b7 чёрная пешка · d7 чёрная ладья · g7 чёрная пешка · c6 чёрный ферзь · f6 белая пешка · d5 чёрная пешка · f5 белая пешка · g5 белый ферзь · a4 белая пешка · e4 чёрный конь · a2 белый слон · b2 белая пешка · h2 белая пешка · g1 белая ладья · h1 белый король | g8 чёрный король · a7 чёрная пешка · b7 чёрная пешка · d7 чёрная ладья · g7 чёрная пешка · c6 чёрный ферзь · f6 белая пешка · d5 чёрная пешка · f5 белая пешка · g5 белый ферзь · a4 белая пешка · e4 чёрный конь · a2 белый слон · b2 белая пешка · h2 белая пешка · g1 белая ладья · h1 белый король | g8 чёрный король · a7 чёрная пешка · b7 чёрная пешка · d7 чёрная ладья · g7 чёрная пешка · c6 чёрный ферзь · f6 белая пешка · d5 чёрная пешка · f5 белая пешка · g5 белый ферзь · a4 белая пешка · e4 чёрный конь · a2 белый слон · b2 белая пешка · h2 белая пешка · g1 белая ладья · h1 белый король | g8 чёрный король · a7 чёрная пешка · b7 чёрная пешка · d7 чёрная ладья · g7 чёрная пешка · c6 чёрный ферзь · f6 белая пешка · d5 чёрная пешка · f5 белая пешка · g5 белый ферзь · a4 белая пешка · e4 чёрный конь · a2 белый слон · b2 белая пешка · h2 белая пешка · g1 белая ладья · h1 белый король | 6 |
| 5 | g8 чёрный король · a7 чёрная пешка · b7 чёрная пешка · d7 чёрная ладья · g7 чёрная пешка · c6 чёрный ферзь · f6 белая пешка · d5 чёрная пешка · f5 белая пешка · g5 белый ферзь · a4 белая пешка · e4 чёрный конь · a2 белый слон · b2 белая пешка · h2 белая пешка · g1 белая ладья · h1 белый король | g8 чёрный король · a7 чёрная пешка · b7 чёрная пешка · d7 чёрная ладья · g7 чёрная пешка · c6 чёрный ферзь · f6 белая пешка · d5 чёрная пешка · f5 белая пешка · g5 белый ферзь · a4 белая пешка · e4 чёрный конь · a2 белый слон · b2 белая пешка · h2 белая пешка · g1 белая ладья · h1 белый король | g8 чёрный король · a7 чёрная пешка · b7 чёрная пешка · d7 чёрная ладья · g7 чёрная пешка · c6 чёрный ферзь · f6 белая пешка · d5 чёрная пешка · f5 белая пешка · g5 белый ферзь · a4 белая пешка · e4 чёрный конь · a2 белый слон · b2 белая пешка · h2 белая пешка · g1 белая ладья · h1 белый король | g8 чёрный король · a7 чёрная пешка · b7 чёрная пешка · d7 чёрная ладья · g7 чёрная пешка · c6 чёрный ферзь · f6 белая пешка · d5 чёрная пешка · f5 белая пешка · g5 белый ферзь · a4 белая пешка · e4 чёрный конь · a2 белый слон · b2 белая пешка · h2 белая пешка · g1 белая ладья · h1 белый король | g8 чёрный король · a7 чёрная пешка · b7 чёрная пешка · d7 чёрная ладья · g7 чёрная пешка · c6 чёрный ферзь · f6 белая пешка · d5 чёрная пешка · f5 белая пешка · g5 белый ферзь · a4 белая пешка · e4 чёрный конь · a2 белый слон · b2 белая пешка · h2 белая пешка · g1 белая ладья · h1 белый король | g8 чёрный король · a7 чёрная пешка · b7 чёрная пешка · d7 чёрная ладья · g7 чёрная пешка · c6 чёрный ферзь · f6 белая пешка · d5 чёрная пешка · f5 белая пешка · g5 белый ферзь · a4 белая пешка · e4 чёрный конь · a2 белый слон · b2 белая пешка · h2 белая пешка · g1 белая ладья · h1 белый король | g8 чёрный король · a7 чёрная пешка · b7 чёрная пешка · d7 чёрная ладья · g7 чёрная пешка · c6 чёрный ферзь · f6 белая пешка · d5 чёрная пешка · f5 белая пешка · g5 белый ферзь · a4 белая пешка · e4 чёрный конь · a2 белый слон · b2 белая пешка · h2 белая пешка · g1 белая ладья · h1 белый король | g8 чёрный король · a7 чёрная пешка · b7 чёрная пешка · d7 чёрная ладья · g7 чёрная пешка · c6 чёрный ферзь · f6 белая пешка · d5 чёрная пешка · f5 белая пешка · g5 белый ферзь · a4 белая пешка · e4 чёрный конь · a2 белый слон · b2 белая пешка · h2 белая пешка · g1 белая ладья · h1 белый король | 5 |
| 4 | g8 чёрный король · a7 чёрная пешка · b7 чёрная пешка · d7 чёрная ладья · g7 чёрная пешка · c6 чёрный ферзь · f6 белая пешка · d5 чёрная пешка · f5 белая пешка · g5 белый ферзь · a4 белая пешка · e4 чёрный конь · a2 белый слон · b2 белая пешка · h2 белая пешка · g1 белая ладья · h1 белый король | g8 чёрный король · a7 чёрная пешка · b7 чёрная пешка · d7 чёрная ладья · g7 чёрная пешка · c6 чёрный ферзь · f6 белая пешка · d5 чёрная пешка · f5 белая пешка · g5 белый ферзь · a4 белая пешка · e4 чёрный конь · a2 белый слон · b2 белая пешка · h2 белая пешка · g1 белая ладья · h1 белый король | g8 чёрный король · a7 чёрная пешка · b7 чёрная пешка · d7 чёрная ладья · g7 чёрная пешка · c6 чёрный ферзь · f6 белая пешка · d5 чёрная пешка · f5 белая пешка · g5 белый ферзь · a4 белая пешка · e4 чёрный конь · a2 белый слон · b2 белая пешка · h2 белая пешка · g1 белая ладья · h1 белый король | g8 чёрный король · a7 чёрная пешка · b7 чёрная пешка · d7 чёрная ладья · g7 чёрная пешка · c6 чёрный ферзь · f6 белая пешка · d5 чёрная пешка · f5 белая пешка · g5 белый ферзь · a4 белая пешка · e4 чёрный конь · a2 белый слон · b2 белая пешка · h2 белая пешка · g1 белая ладья · h1 белый король | g8 чёрный король · a7 чёрная пешка · b7 чёрная пешка · d7 чёрная ладья · g7 чёрная пешка · c6 чёрный ферзь · f6 белая пешка · d5 чёрная пешка · f5 белая пешка · g5 белый ферзь · a4 белая пешка · e4 чёрный конь · a2 белый слон · b2 белая пешка · h2 белая пешка · g1 белая ладья · h1 белый король | g8 чёрный король · a7 чёрная пешка · b7 чёрная пешка · d7 чёрная ладья · g7 чёрная пешка · c6 чёрный ферзь · f6 белая пешка · d5 чёрная пешка · f5 белая пешка · g5 белый ферзь · a4 белая пешка · e4 чёрный конь · a2 белый слон · b2 белая пешка · h2 белая пешка · g1 белая ладья · h1 белый король | g8 чёрный король · a7 чёрная пешка · b7 чёрная пешка · d7 чёрная ладья · g7 чёрная пешка · c6 чёрный ферзь · f6 белая пешка · d5 чёрная пешка · f5 белая пешка · g5 белый ферзь · a4 белая пешка · e4 чёрный конь · a2 белый слон · b2 белая пешка · h2 белая пешка · g1 белая ладья · h1 белый король | g8 чёрный король · a7 чёрная пешка · b7 чёрная пешка · d7 чёрная ладья · g7 чёрная пешка · c6 чёрный ферзь · f6 белая пешка · d5 чёрная пешка · f5 белая пешка · g5 белый ферзь · a4 белая пешка · e4 чёрный конь · a2 белый слон · b2 белая пешка · h2 белая пешка · g1 белая ладья · h1 белый король | 4 |
| 3 | g8 чёрный король · a7 чёрная пешка · b7 чёрная пешка · d7 чёрная ладья · g7 чёрная пешка · c6 чёрный ферзь · f6 белая пешка · d5 чёрная пешка · f5 белая пешка · g5 белый ферзь · a4 белая пешка · e4 чёрный конь · a2 белый слон · b2 белая пешка · h2 белая пешка · g1 белая ладья · h1 белый король | g8 чёрный король · a7 чёрная пешка · b7 чёрная пешка · d7 чёрная ладья · g7 чёрная пешка · c6 чёрный ферзь · f6 белая пешка · d5 чёрная пешка · f5 белая пешка · g5 белый ферзь · a4 белая пешка · e4 чёрный конь · a2 белый слон · b2 белая пешка · h2 белая пешка · g1 белая ладья · h1 белый король | g8 чёрный король · a7 чёрная пешка · b7 чёрная пешка · d7 чёрная ладья · g7 чёрная пешка · c6 чёрный ферзь · f6 белая пешка · d5 чёрная пешка · f5 белая пешка · g5 белый ферзь · a4 белая пешка · e4 чёрный конь · a2 белый слон · b2 белая пешка · h2 белая пешка · g1 белая ладья · h1 белый король | g8 чёрный король · a7 чёрная пешка · b7 чёрная пешка · d7 чёрная ладья · g7 чёрная пешка · c6 чёрный ферзь · f6 белая пешка · d5 чёрная пешка · f5 белая пешка · g5 белый ферзь · a4 белая пешка · e4 чёрный конь · a2 белый слон · b2 белая пешка · h2 белая пешка · g1 белая ладья · h1 белый король | g8 чёрный король · a7 чёрная пешка · b7 чёрная пешка · d7 чёрная ладья · g7 чёрная пешка · c6 чёрный ферзь · f6 белая пешка · d5 чёрная пешка · f5 белая пешка · g5 белый ферзь · a4 белая пешка · e4 чёрный конь · a2 белый слон · b2 белая пешка · h2 белая пешка · g1 белая ладья · h1 белый король | g8 чёрный король · a7 чёрная пешка · b7 чёрная пешка · d7 чёрная ладья · g7 чёрная пешка · c6 чёрный ферзь · f6 белая пешка · d5 чёрная пешка · f5 белая пешка · g5 белый ферзь · a4 белая пешка · e4 чёрный конь · a2 белый слон · b2 белая пешка · h2 белая пешка · g1 белая ладья · h1 белый король | g8 чёрный король · a7 чёрная пешка · b7 чёрная пешка · d7 чёрная ладья · g7 чёрная пешка · c6 чёрный ферзь · f6 белая пешка · d5 чёрная пешка · f5 белая пешка · g5 белый ферзь · a4 белая пешка · e4 чёрный конь · a2 белый слон · b2 белая пешка · h2 белая пешка · g1 белая ладья · h1 белый король | g8 чёрный король · a7 чёрная пешка · b7 чёрная пешка · d7 чёрная ладья · g7 чёрная пешка · c6 чёрный ферзь · f6 белая пешка · d5 чёрная пешка · f5 белая пешка · g5 белый ферзь · a4 белая пешка · e4 чёрный конь · a2 белый слон · b2 белая пешка · h2 белая пешка · g1 белая ладья · h1 белый король | 3 |
| 2 | g8 чёрный король · a7 чёрная пешка · b7 чёрная пешка · d7 чёрная ладья · g7 чёрная пешка · c6 чёрный ферзь · f6 белая пешка · d5 чёрная пешка · f5 белая пешка · g5 белый ферзь · a4 белая пешка · e4 чёрный конь · a2 белый слон · b2 белая пешка · h2 белая пешка · g1 белая ладья · h1 белый король | g8 чёрный король · a7 чёрная пешка · b7 чёрная пешка · d7 чёрная ладья · g7 чёрная пешка · c6 чёрный ферзь · f6 белая пешка · d5 чёрная пешка · f5 белая пешка · g5 белый ферзь · a4 белая пешка · e4 чёрный конь · a2 белый слон · b2 белая пешка · h2 белая пешка · g1 белая ладья · h1 белый король | g8 чёрный король · a7 чёрная пешка · b7 чёрная пешка · d7 чёрная ладья · g7 чёрная пешка · c6 чёрный ферзь · f6 белая пешка · d5 чёрная пешка · f5 белая пешка · g5 белый ферзь · a4 белая пешка · e4 чёрный конь · a2 белый слон · b2 белая пешка · h2 белая пешка · g1 белая ладья · h1 белый король | g8 чёрный король · a7 чёрная пешка · b7 чёрная пешка · d7 чёрная ладья · g7 чёрная пешка · c6 чёрный ферзь · f6 белая пешка · d5 чёрная пешка · f5 белая пешка · g5 белый ферзь · a4 белая пешка · e4 чёрный конь · a2 белый слон · b2 белая пешка · h2 белая пешка · g1 белая ладья · h1 белый король | g8 чёрный король · a7 чёрная пешка · b7 чёрная пешка · d7 чёрная ладья · g7 чёрная пешка · c6 чёрный ферзь · f6 белая пешка · d5 чёрная пешка · f5 белая пешка · g5 белый ферзь · a4 белая пешка · e4 чёрный конь · a2 белый слон · b2 белая пешка · h2 белая пешка · g1 белая ладья · h1 белый король | g8 чёрный король · a7 чёрная пешка · b7 чёрная пешка · d7 чёрная ладья · g7 чёрная пешка · c6 чёрный ферзь · f6 белая пешка · d5 чёрная пешка · f5 белая пешка · g5 белый ферзь · a4 белая пешка · e4 чёрный конь · a2 белый слон · b2 белая пешка · h2 белая пешка · g1 белая ладья · h1 белый король | g8 чёрный король · a7 чёрная пешка · b7 чёрная пешка · d7 чёрная ладья · g7 чёрная пешка · c6 чёрный ферзь · f6 белая пешка · d5 чёрная пешка · f5 белая пешка · g5 белый ферзь · a4 белая пешка · e4 чёрный конь · a2 белый слон · b2 белая пешка · h2 белая пешка · g1 белая ладья · h1 белый король | g8 чёрный король · a7 чёрная пешка · b7 чёрная пешка · d7 чёрная ладья · g7 чёрная пешка · c6 чёрный ферзь · f6 белая пешка · d5 чёрная пешка · f5 белая пешка · g5 белый ферзь · a4 белая пешка · e4 чёрный конь · a2 белый слон · b2 белая пешка · h2 белая пешка · g1 белая ладья · h1 белый король | 2 |
| 1 | g8 чёрный король · a7 чёрная пешка · b7 чёрная пешка · d7 чёрная ладья · g7 чёрная пешка · c6 чёрный ферзь · f6 белая пешка · d5 чёрная пешка · f5 белая пешка · g5 белый ферзь · a4 белая пешка · e4 чёрный конь · a2 белый слон · b2 белая пешка · h2 белая пешка · g1 белая ладья · h1 белый король | g8 чёрный король · a7 чёрная пешка · b7 чёрная пешка · d7 чёрная ладья · g7 чёрная пешка · c6 чёрный ферзь · f6 белая пешка · d5 чёрная пешка · f5 белая пешка · g5 белый ферзь · a4 белая пешка · e4 чёрный конь · a2 белый слон · b2 белая пешка · h2 белая пешка · g1 белая ладья · h1 белый король | g8 чёрный король · a7 чёрная пешка · b7 чёрная пешка · d7 чёрная ладья · g7 чёрная пешка · c6 чёрный ферзь · f6 белая пешка · d5 чёрная пешка · f5 белая пешка · g5 белый ферзь · a4 белая пешка · e4 чёрный конь · a2 белый слон · b2 белая пешка · h2 белая пешка · g1 белая ладья · h1 белый король | g8 чёрный король · a7 чёрная пешка · b7 чёрная пешка · d7 чёрная ладья · g7 чёрная пешка · c6 чёрный ферзь · f6 белая пешка · d5 чёрная пешка · f5 белая пешка · g5 белый ферзь · a4 белая пешка · e4 чёрный конь · a2 белый слон · b2 белая пешка · h2 белая пешка · g1 белая ладья · h1 белый король | g8 чёрный король · a7 чёрная пешка · b7 чёрная пешка · d7 чёрная ладья · g7 чёрная пешка · c6 чёрный ферзь · f6 белая пешка · d5 чёрная пешка · f5 белая пешка · g5 белый ферзь · a4 белая пешка · e4 чёрный конь · a2 белый слон · b2 белая пешка · h2 белая пешка · g1 белая ладья · h1 белый король | g8 чёрный король · a7 чёрная пешка · b7 чёрная пешка · d7 чёрная ладья · g7 чёрная пешка · c6 чёрный ферзь · f6 белая пешка · d5 чёрная пешка · f5 белая пешка · g5 белый ферзь · a4 белая пешка · e4 чёрный конь · a2 белый слон · b2 белая пешка · h2 белая пешка · g1 белая ладья · h1 белый король | g8 чёрный король · a7 чёрная пешка · b7 чёрная пешка · d7 чёрная ладья · g7 чёрная пешка · c6 чёрный ферзь · f6 белая пешка · d5 чёрная пешка · f5 белая пешка · g5 белый ферзь · a4 белая пешка · e4 чёрный конь · a2 белый слон · b2 белая пешка · h2 белая пешка · g1 белая ладья · h1 белый король | g8 чёрный король · a7 чёрная пешка · b7 чёрная пешка · d7 чёрная ладья · g7 чёрная пешка · c6 чёрный ферзь · f6 белая пешка · d5 чёрная пешка · f5 белая пешка · g5 белый ферзь · a4 белая пешка · e4 чёрный конь · a2 белый слон · b2 белая пешка · h2 белая пешка · g1 белая ладья · h1 белый король | 1 |
|   | a | b | c | d | e | f | g | h |   |

1. d4 d5 2. c4 c6 3. Кf3 Кf6 4. Кc3 dc 5. a4 Сf5 6. e3 e6 7. С:c4 Сb4 8. O-O Кbd7 9. Кh4 O-O 10. f3 Сg6 11. e4 e5 12. К:g6 hg 13. Сe3 Фe7 14. Фe2 ed 15. С:d4 Сc5 16. С:c5 Ф:c5 17. Крh1 g5 18. g3 Лad8 19. Сa2 Лfe8 20. Лad1 Кf8 21. Л:d8 Л:d8 22. e5 Кd5 23. К:d5 cd 24. Фd2 Кe6 25. f4 gf 26. gf Фc6 27. f5 Кc5 28. Фg5 Лd7 29. Лg1 f6 30. ef Кe4 (см. диаграмму)
31. f7+! Л:f7 32. Фd8+ Крh7 33. С:d5 Кf2+ 34. Крg2 Фf6 35. Ф:f6 Л:f6 36. Кр:f2 Л:f5+ 37. Сf3 Лf4 38. Лg4, 1 : 0